# Stenodrina aeschista
Stenodrina aeschista là một loài bướm đêm trong họ Noctuidae.